# 5738 Billpickering
5738 Billpickering (1989 UY3) là một tiểu hành tinh bay qua Sao Hỏa được phát hiện ngày 27 tháng 10 năm 1989 bởi Helin, E. F. ở Palomar.